# Himalaja-Bergenie

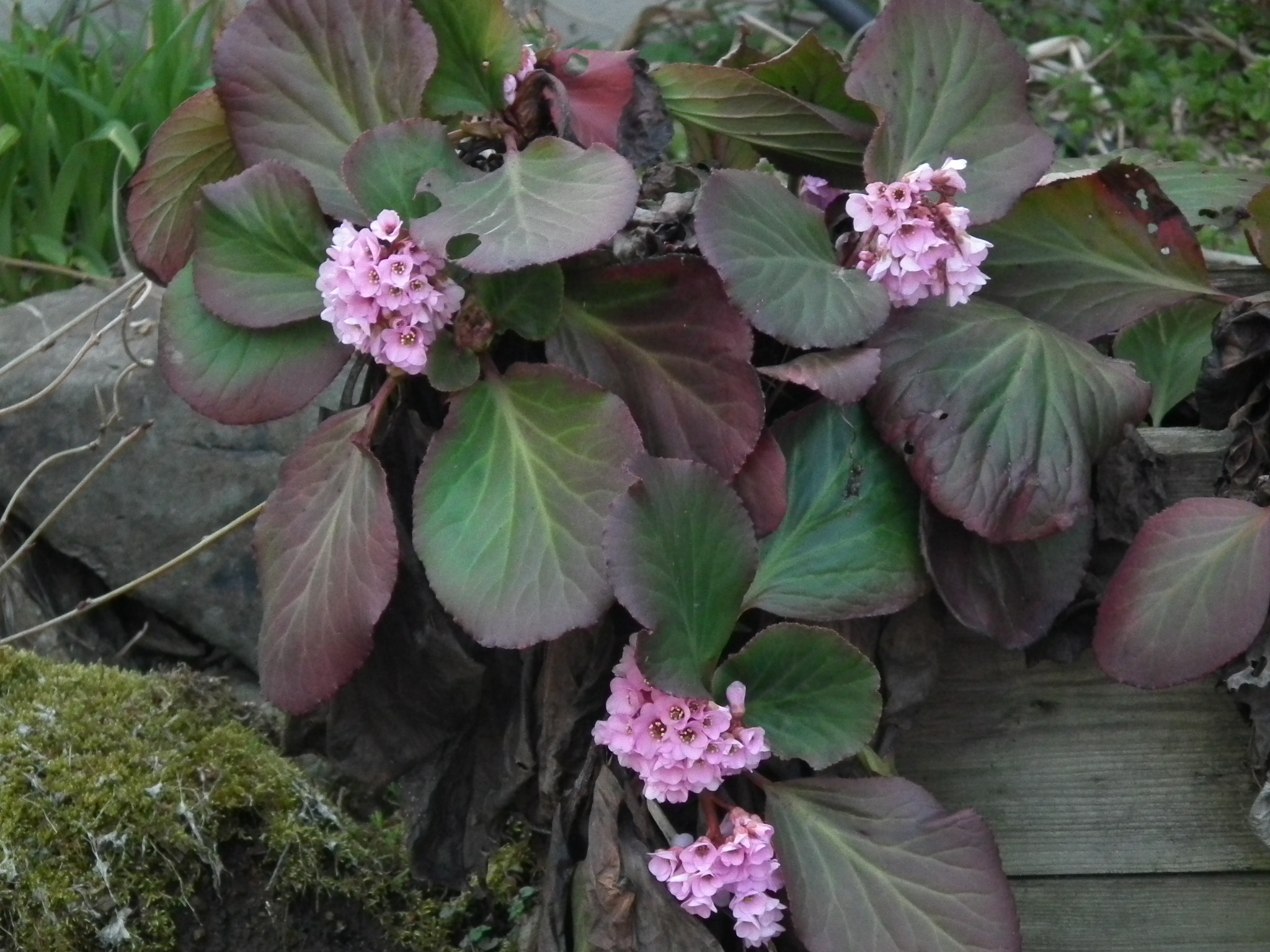
Himalaja-Bergenie (Bergenia stracheyi)

Die Himalaja-Bergenie (Bergenia stracheyi) ist eine Pflanzenart aus der Gattung der Bergenien (Bergenia) in der Familie der Steinbrechgewächse (Saxifragaceae). Die Art bildet Hybriden mit Bergenia purpurascens und Bergenia ciliata. Das Artepitheton ehrt den britischen  Kolonialbeamten und Pflanzensammler Richard Strachey (1817–1908).

## Beschreibung
Die Himalaja-Bergenie ist eine immergrüne, ausdauernde Pflanze, die Wuchshöhen von 12 bis 24 Zentimeter erreicht. Sie bildet ein Rhizom aus. 
Die kurz gestielte, fein gesägte und abgerundete bis stumpfe Blattspreite ist wintergrün, beidseitig kahl, am Rand bewimpert, verkehrt-eiförmig, am Grund keilig bis manchmal abgerundet. Die Blattscheide ist nur kurz.
Die thyrsigen Blütenstände sind drüsig behaart. Die zwittrigen und gestielten Blüten sind fünfzählig mit doppelter Blütenhülle. Die fleischigen, feingezähnten und bewimperten Kelchblätter sind außen drüsenhaarig. Die dachigen, genagelten Kronblätter sind anfangs weiß, später werden sie rötlich. Ihre Platte ist verkehrt-eiförmig oder fast spatelig, verschmälert sich allmählich in den Grund und misst 1 bis 1,5 × 0,6 bis 0,8 Zentimeter. Die Blüten sind nickend. Es sind zwei knapp mittelständige, knapp verwachsene Stempel mit kurzen Griffeln und 10 kurze, freie Staubblätter ausgebildet. Der Blütenbecher ist becherförmig.
Die Blütezeit ist im März und April, in China Juni bis Oktober. Es werden vielsamige und geschnäbelte Kapselfrüchte gebildet.
Die Chromosomenzahl beträgt 2n = 34.

## Vorkommen
Die Himalaja-Bergenie kommt in Ostafghanistan, Westpakistan, Kaschmir, Nordindien, Tadschikistan und Nepal in Felsfluren und in Birkenwäldern in Höhenlagen von 2700 bis 4800 Meter vor. Sie kommt auch im südwestlichen Tibet vor in Höhenlagen von 3900 bis 4500 Metern Meereshöhe.

## Nutzung

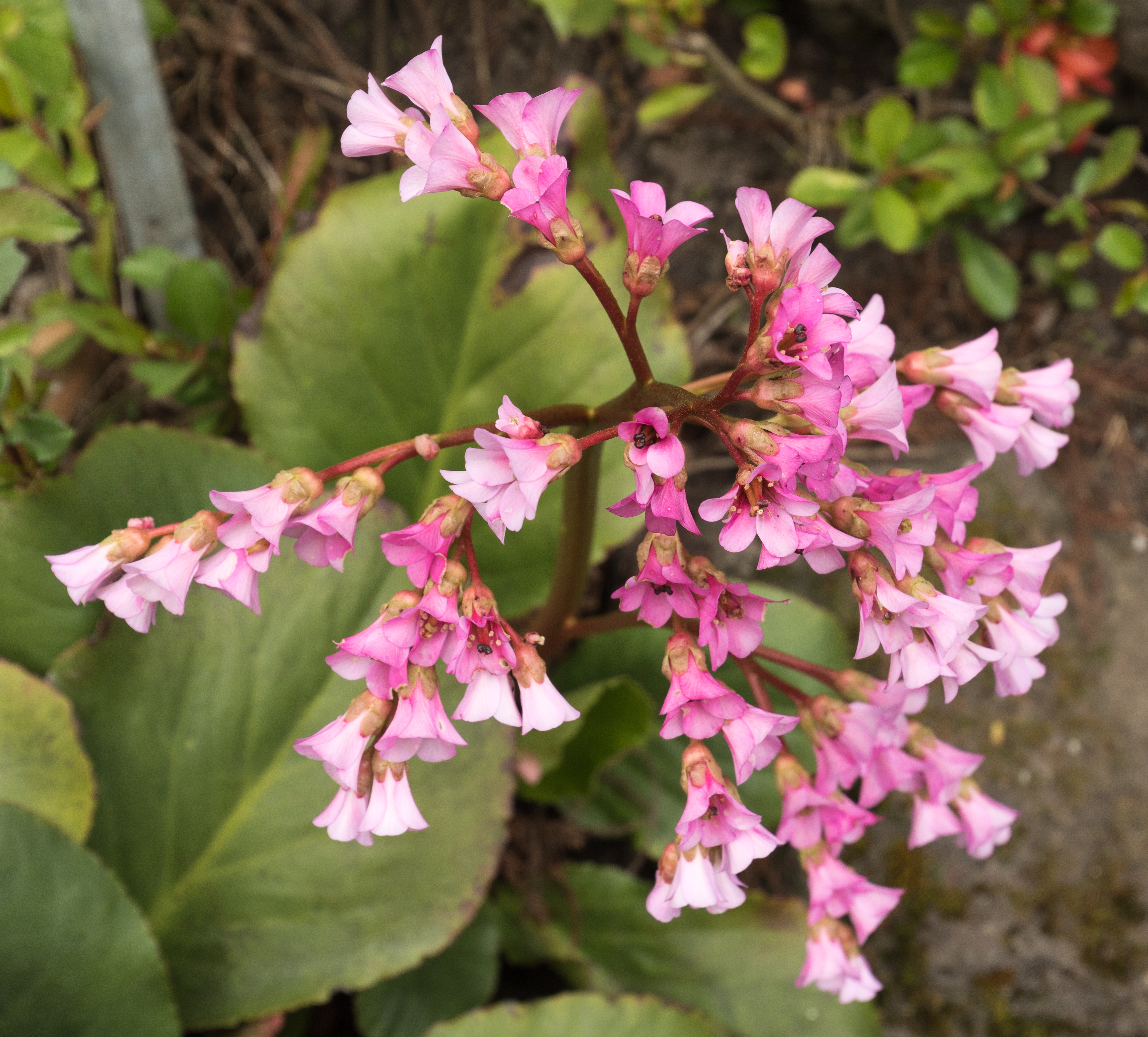
Himalaja-Bergenie im Alten Botanischen Garten der Universität Göttingen

Die Himalaja-Bergenie wird selten als Zierpflanze für Steingärten, Rabatten, Trockenmauern, Gehölzgruppen und Teichufern genutzt. Sie ist seit spätestens 1851 in Kultur. Es gibt mehrere Sorten.